# Travailleur fantôme
Travailleur fantôme (japonais 幽霊社員 yūrei shain, 窓際族 madogiwa zoku lit. Clan de la fenêtre, 企業内失業 kigyōnai shitsugyō, lit. Chômeur dans l'entreprise) est une situation de travail au Japon où l'employé ne se voit assigner aucune tâche. Cette situation est fréquente chez les employés d'un certain âge proches de la retraite.
Pendant le miracle économique japonais, la gestion de la fin de carrière devint parfois compliquée pour des raisons de relation personnelle ou de compétence. Particulièrement, dans les grandes entreprises, les employés se virent assigner des tâches de plus en plus vagues et non essentielles pour finir par plus aucune tâche.

## Origine du nom
En juin 1977, pendant la crise économique, un employé du Hokkaidō Shinbun ne reçut plus aucune tâche et passa ses journées devant la fenêtre à regarder le paysage et à lire le journal. Les gens autour de lui commencèrent à l'appeler « le vieil homme à la fenêtre » (窓際おじさん madogiwa ojisan).
En janvier 1978, le Nihon Keizai Shinbun signala l'usage du mot madogiwa zoku chez les employés de bureau.

## Histoire
Après la bulle spéculative japonaise des années 1990, la situation économique rendit l'emploi de personnes payées à ne rien faire insoutenable et leur nombre diminua, notamment en les forçant à démissionner, par exemple, en leur assignant des tâches insurmontables.